# 1204
Високе Середньовіччя •  Золота доба ісламу •  Реконкіста •  Хрестові походи •  Київська Русь

## Геополітична ситуація
Візантійська імперія розпалася на кілька держав. У той час у Німеччині триває боротьба за владу між Філіпом Швабським та Оттоном IV. Філіп II Август править у Франції (до 1223).
Апеннінський півострів розділений: Північ належить Священній Римській імперії, середню частину займає Папська область, більша частина півдня належить Сицилійському королівству. Деякі міста півночі: Венеція, Піза, Генуя тощо, мають статус міст-республік, частина з яких об'єднана Ломбардською лігою.
Південь Піренейського півострова в руках у маврів. Північну частину півострова займають християнські Кастилія, Леон (Астурія, Галісія), Наварра, Арагонське королівство (Арагон, Барселона) та Португалія. Іоанн Безземельний є королем Англії (до 1216), а королем Данії — Вальдемар II (до 1241).
У Києві почав княжити Ростислав Рюрикович (до 1205), Роман Мстиславич княжить у Галицько-Волинському князівстві (до 1205), а Всеволод Чермний — в Чернігові (до 1206), Всеволод Велике Гніздо — у Володимирі-на-Клязмі (до 1212). Новгородська республіка та Володимиро-Суздальське князівство фактично відокремилися від Русі. У Польщі період роздробленості. На чолі королівства Угорщина стоїть Імріх I (до 1204).
В Єгипті, Сирії та Палестині править династія Аюбідів, невеликі території на Близькому Сході утримують хрестоносці.
У Магрибі панують Альмохади. Сельджуки окупували Малу Азію. Хорезм став наймогутнішою державою Середньої Азії. Гуриди контролюють Афганістан та Північну Індію. У Китаї співіснують держава ханців, де править династія Сун, держава чжурчженів, де править династія Цзінь, та держава тангутів Західна Ся. Почалося піднесення монголів. На півдні Індії домінує Чола. В Японії триває період Камакура.

## Події

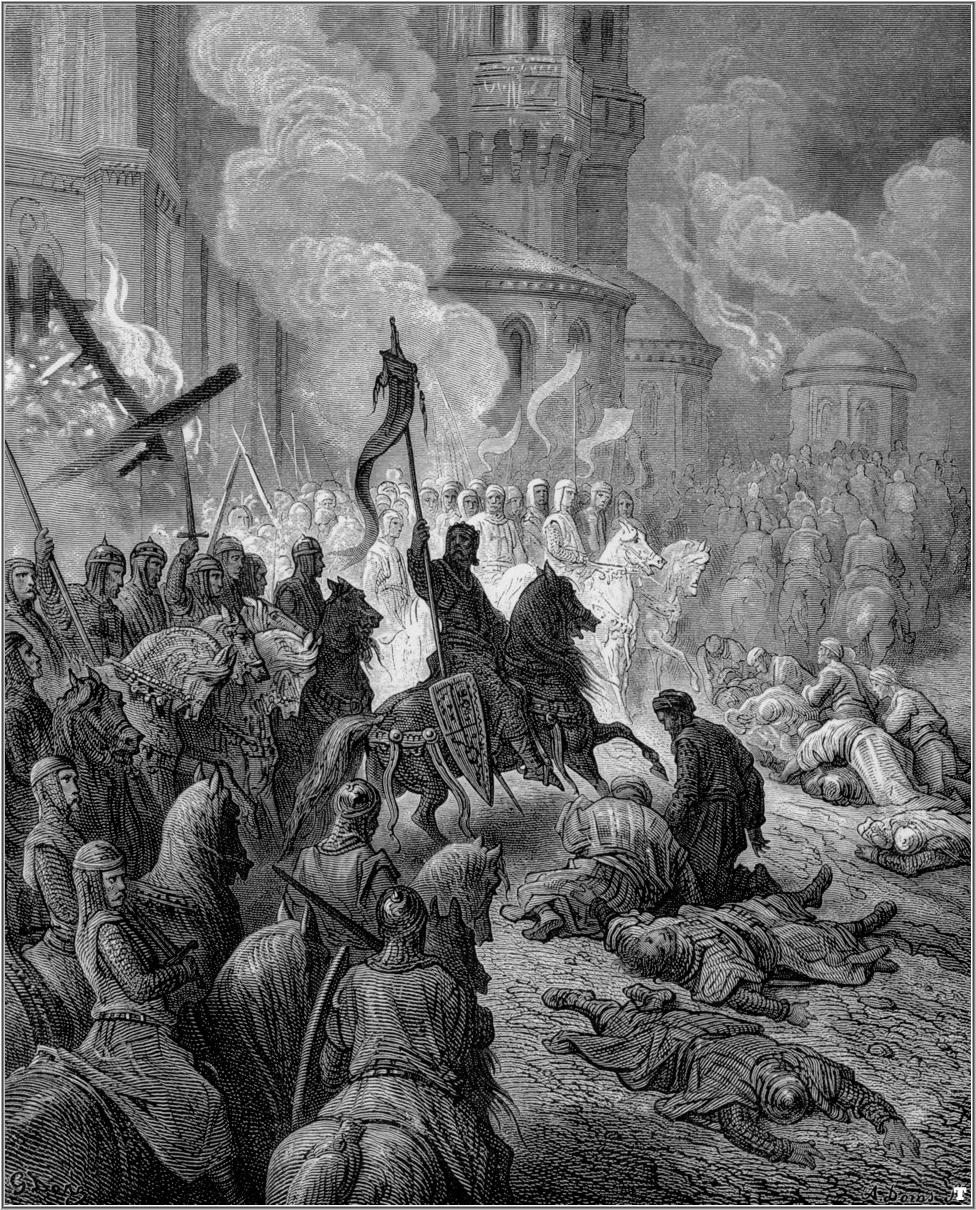
Захоплення хрестоносцями Константинополя. Гюстав Доре.

- Князь галицько-волинський Роман Мстиславич посадив на київський престол Ростислава Рюриковича.
- У Чернігові став княжити Всеволод Чермний.
- Четвертий хрестовий похід:
  - Хрестоносці почали грабувати будинки та церкви в передмістях Константинополя.
  - 25 січня, коли візантійський імператор Ісаак II Ангел був присмерті, новим імператором оголошено Миколая Канабоса, але він пробув на троні всього 5 днів. Проти обрання Миколая виступив Олексій IV Ангел, але його було кинуто у в'язницю, а в лютому вбито.
  - 5 лютого новим імператором Візантії став Олексій V Дука, який одразу почав війну з хрестоносцями.
  - 9 квітня хрестоносці підвели флот до стін Константинополя, але одразу відступили.
  - 12 квітня почався штурм Константинополя хрестоносцями.
  - 13 квітня хрестоносці захопили Константинополь. Вони розграбували місто і вбили багато його жителів. Як наслідок, Візантійська імперія розпалась на багато дрібних держав. Імператор Олексій V Дука, разом з родиною, втік з міста. Феодор Дука та Феодор I Ласкаріс стали боротись за владу, після чого Ласкаріс втік до Азії.
  - Після втечі в квітні родичів імператора, вони оселились в різних містах: Ласкаріс спочатку в Нікеї, потім в Прусі, Феодор у Філадельфії, Савва в Сампсоні, Олексій Комнін у Трапезунді, Давид Комнін у Пафлагонії. За допомогою грузинської цариці Тамари міста Комнінів об'єднались в Трапезундську імперію, якою правила династія Великих Комнінів. Вона проіснувала до 1461 року. Ласкаріс спочатку був розбитий хрестоносцями Петра Плашеста, а після відступу хрестоносців до Фракії, взяв військо в тюркського султана і захопив Калвіан, Меандр, Філадельфію та Неокастру. Пізніше розбив військо Давида Комніна й захопив його в полон. Під його владу відійшли землі на захід від Галіса з Амастридою та Гераклеєю Понтійською. Олексій Дука з'явився у Ларисі, але був осліплений. Маркіз Боніфацій одружився з вдовою Ісаака II Марією й проголосив себе володарем Фессалоніків. Олексій III Ангел з'явився перед Боніфацієм і оселився в Алмірі. Пізніше він був засланий у Монферран.
  - 16 травня новим імператором Візантії проголошено Балдуїна I, який помер від ран у кінці 1205 року.
  - На колишній візантійській території утворилися Латинська імперія, Нікейська імперія, Трапезундська імперія, Фессалонікійське королівство, Епірський деспотат.
- 30 листопада на престол зійшов новий король Угорщини Ласло III (правив менше року, до 7 травня 1205 року).
- Після смерті Гокона III новим королем Норвегії оголосили Гутторма I. Після його смерті новим королем Норвегії став данський король Вальдемар II.
- Папа Іннокентій III надав болгарському царю Калояну титул короля.
- Воюючи проти англійського короля Іоанна Безземельного, французький король Філіп II Август захопив Анже.
- Перемога Темуджина над найманами, втеча Кучлука

## Народились
- Карма Пакші — другий Г'ялва Кармапа, голова школи Карма Каг'ю тибетського буддизму
- Гокон IV, король Норвегії.

## Померли
- Ісаак II Ангел, візантійський василевс.
- Елеонора Аквітанська, королева Англії.
- Маймонід, філософ.